# Moureaux-Inseln
Die Moureaux-Inseln (französisch Îles Moureaux) sind eine Gruppe aus zwei Inseln und einigen Klippenfelsen vor der Danco-Küste des Grahamlands auf der Antarktischen Halbinsel. Sie liegen 4 km westnordwestlich des Pelletan Point in der Flandernbucht.
Teilnehmer der Belgica-Expedition (1897–1899) unter der Leitung des belgischen Polarforschers Adrien de Gerlache de Gomery kartierten sie. De Gerlache, der im Februar 1898 auf einer der Inseln anlandete, benannte sie nach Claude-Théodule-Hirman Moureaux (1842–1919), Direktor des Observatoriums in Parc Saint-Maur bei Paris.